# Кудрін Микита Михайлович
Микита Михайлович Кудрін (рос. Никита Михайлович Кудрин; 27 травня 1988, м. Ярославль, СРСР) — російський хокеїст, нападник. Виступає за «Іжсталь» (Іжевськ) у Вищій хокейній лізі. 
Вихованець хокейної школи «Локомотив» (Ярославль). Виступав за: «Іжсталь» (Іжевськ), ХК «Владимир», ХК «Вітебськ», ХК «Рязань».